# Bildgießerei
Die Bildgießerei, Bronzebildgießerei oder Kunstgießerei ist ein Unternehmen (Gießerei), das Kunstguss herstellt. Hier liefert der Bildhauer ein positives Gussmodell aus kalt geformten Modelliermassen, das in der Gießerei nachgeformt wird und durch den Metallguss dauerhaft wird. Nicht allein der Abformprozess, auch die Gussmethode und die verwendete Legierung bestimmen die Werkqualität. Deshalb findet sich neben der Künstlersignatur auch die Gießereimarke des Erzgießers als Qualitätszeichen.
Der Erzgießer, auch Bildgießer, lateinisch Statuarius – ist ein bereits aus der Antike bekannter Beruf, der heute nur noch von wenigen Meistern ihres Faches ausgeführt wird. Im Gussverfahren können mit verschiedenen Erzen (z. B. Bronze, Kupfer, Eisen, Aluminium) auch Großplastiken hergestellt werden.

## Liste bekannter deutscher Erzgießer und Bildgießereien
Die wenigsten Kunstgießereien arbeiteten nur in Zink oder nur in Bronze, meistens wurde in beiden Materialien parallel gegossen, wobei Zink das wesentlich preisgünstigere, aber auch weniger haltbare Material war. Eine Unterscheidung in Zink- und Bronzegießerei erfolgt hier nur, wenn der Unternehmensname sich ausdrücklich darauf bezieht

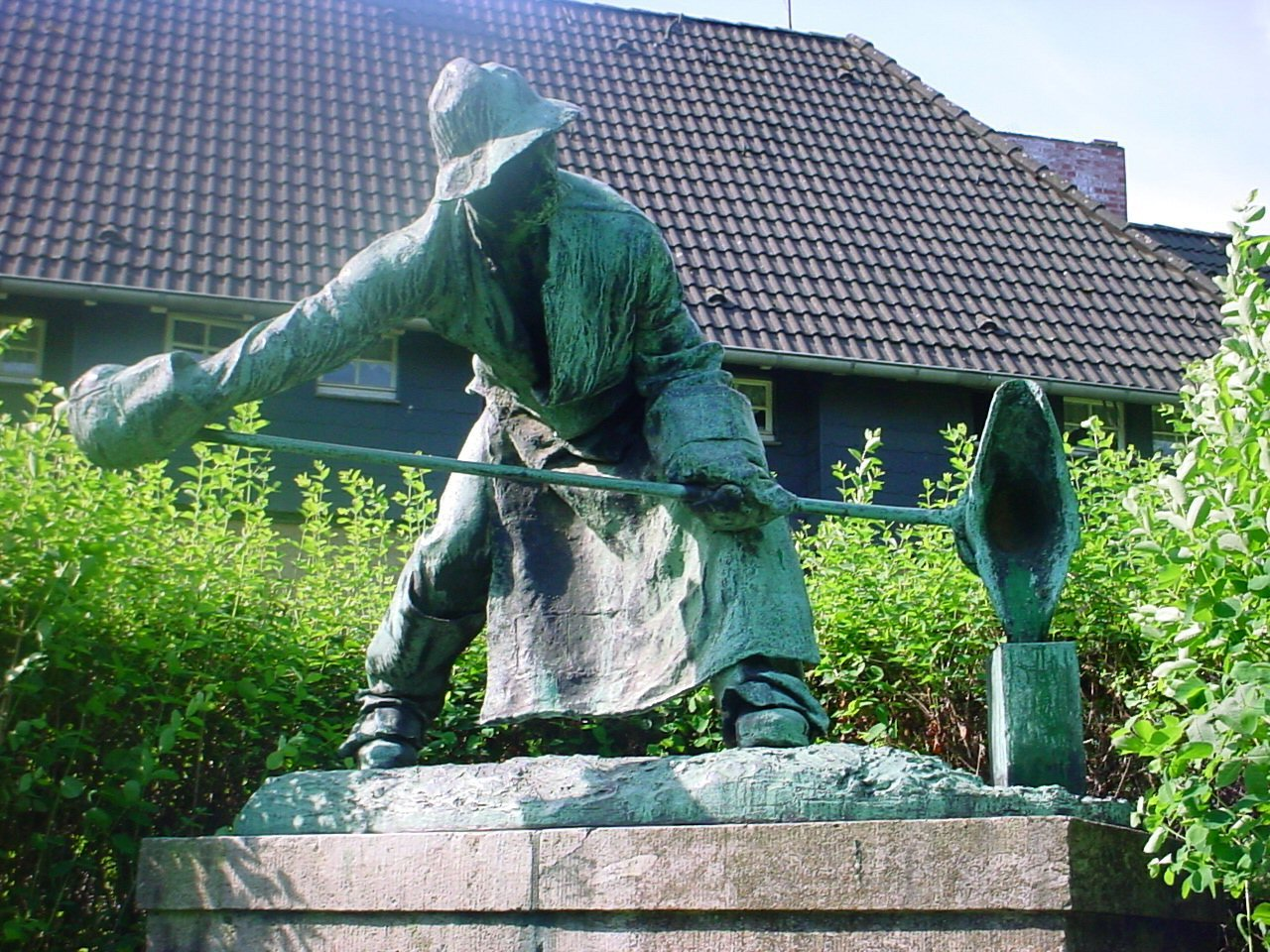
Der Gießer (Plastik in Essen)

- Gießerei Bräunlich & Langholz (um 1900/1920)

- Bad Grund: Bildgießerei Louis Sievert

- Berlin:

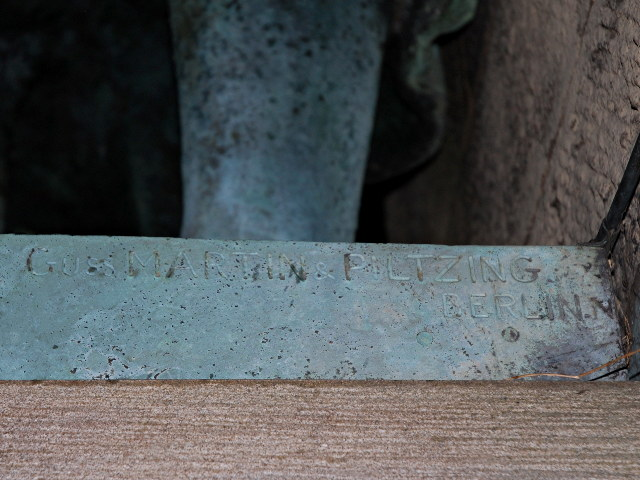
Gießereimarke von Martin & Piltzing am Freiherr-vom-und-zum-Stein-Denkmal am Rathaus Wetter

- - Königlich Preußische Eisengießerei
  - Eisengießerei A. Meves seit 1842, ab 1867 AM Nachf.
  - Zinkgießerei H. Pohl (um 1845 bis 1890er)
  - Eisen- und Zinkgießerei S. P. Devaranne (1842)
  - Bronzegießerei S. A. Loevy (1855 bis 1939)
  - Kunststein- und Metallgießerei Moritz Czarnikow & Co., gegründet 1854, Schwedterstraße 263 (um 1880)
  - Czarnikow & Busch, Friedrichstraße 62, Konkurs des alleinigen Inhabers Julius Czarnikow 1895
  - Bronce- und Zinkguss-Waaren-Fabrik J. C. Spinn & Sohn 1872 gewandelt in Actien-Gesellschaft für Fabrkation von Bronce-Waaren und Zinkguss vorm. J C. Spinn & Sohn (im Aufsichtsrat u. a. Martin Gropius), Konkurs 1926
  - Otto Schulz, Kunst-, Eisen- und Zinkgießerei, Nannynstraße 69 (um 1880)
  - Koch & Bein, Metall- und Glasbuchstaben-Fabrik, Wappen-, Zink- und Medaillen-Gießerei, Emaillier-Anstalt, gegründet 1857, Neue Friedrichstraße 49, dann Brüderstraße 29, ab 1890 Ritterstraße 49, Ferdinand Bein († 19. November 1891) und Ernst Benjamin Koch († 20. Mai 1889), dann die Söhne Richard und Ernst Koch, ab 1891 Richard Koch allein († 1910), Firma noch 1919
  - Bronce-Waarenfabrik F. Hornemann, Wasserthorstraße 61, später Neuenburgerstraße 7, August Ferdinand Hornemann, Firma noch in den 1920er Jahren
  - Bronze- und Zingusswarenfabrik Rudolf Kantorowitz, Wasserthorstraße 61 (Konkurs 1894)
  - Arndt & Marcus (um 1880)
  - Bellair & Co., Friedrichstraße 182 (bis Abbruch des Hauses 1905), Rudolph Bellair († 1880), Nachfolger der Sohn Hugo Bellair
  - Conrad Felsing (um 1880)
  - Carl Racenius & Co. (um 1880)
  - Schäfer & Hauschner, Friedrichstraße 225, Fabrik für Gasbeleuchtung und dekorativen Zinkguss, 1872 Aktiengesellschaft Gas-, Wasser-Anlagen, Gaskronen, Zinkindustrie (vorm. Schäfer & Hauschner) aufgegangen
  - Werk & Glienicke (um 1880)
  - C. H. Stobwasser & Co., 1883 Berliner Lampen- und Bronzewarenfabrik, vorm. H. C. Stobwasser & Co.
  - Erz- und Kunstgießerei Schäffer & Walcker (gegr. 1855, ab 1871 Aktiengesellschaft, übernahm 1888 die Kunstgießerei Beyschwang & Beyer, 1906 Gießereisparte eingestellt)
  - Figurenfabrikant Bildhauer Johann Cerigioli
  - Drößler & Leithold
  - Bildgießer Ludwig (Louis) Friebel, früher in Lauchhammer
  - Bildgießerei Wilhelm Füssel
  - Zinkgießerei Moritz Geiß (seit 1832 tätig, Kataloge seit 1841, Geiß führt das Unternehmen bis 1870, übergibt die Leitung seinem Geschäftsführer A. Castner, Geiß starb 1875)
    - Nachfolge 1870: Bronce- und Zinkgießerei Ludwig Emil Adalbert Castner „A. Castner, vorm. M. Geiss“,
      - Nachfolge 1890: Bronce- und Zinkgießerei „Martin & Piltzing (vorm. A. Castner)“

  - Gießerei des Königlichen Gewerbeinstitutes
  - Heinze & Co. (das Unternehmen ist am 1. Januar 1906 in Berlin von Gustav Heinze, Max Sperlich und Gustav Barth gegründet; 1910 Berlin-Reinickendorf; 1912 scheiden Heinze und Barth aus und gründen am 1. Juli 1912 ein eigenes Unternehmen, Sperlich bleibt alleiniger Inhaber (Löschung im Handelsregister am 10. Juli 1913); anschließend firmiert Sperlich unter „Bildgießerei Max Sperlich“ – Gießereistempel: „HEINZE & Co. Berlin“)
    - Heinze & Barth (das Unternehmen ist am 1. Juli 1912 von Gustav Heinze und Gustav Barth in Berlin-Schmargendorf gegründet; unter diesem Namen noch 1924; 1939 noch unter „G. HEINZE, BERLIN“)
    - Bildgießerei Max Sperlich (Sperlich arbeitete bis 1905 als Ziseleur; 1906 bis 1912 zusammen mit Gustav Heinze und Gustav Barth als Heinze & Co., allein unter diesem Namen noch bis 10. Juli 1913, dann Gründung eines neuen Unternehmens, das als Industriegießerei bis zur Insolvenz 2015 bestand – Gießereistempel: „M. SPERLICH“)

  - „Werkstatt für Bronzen und Kunstgewerbe“ Curt Morin (Gründung 26. Januar 1914, Gießereisignatur „C. MORIN, BERLIN“)
  - Heinrich Hopfgarten
  - Johann Jacobi, 1697–1726 Gießer im Königlichen Gießhaus
  - J. Jordan
  - Kampmann
  - Bildgiesserei Kraas, Berlin-Kreuzberg – gegr. 1883
  - Bildhauer und Ciseleur Gustav Lind
  - H. Steinemann
  - F. B. Warmer
  - Werner & Steffen
  - Gießerei Werck & Glienicke
  - Berliner Zinkgusswarenfabrik Adolf Sandberger, Köpenicker Straße 145, Gründung und Konkurs 1891
  - Zinkgießerei L. Lippold (Ludwig Lippold)
  - Rosenthal & Maeder

- Berlin-Friedenau:
  - Bildgießerei Hermann Noack, gegr. 1897, seit 2010 in Berlin-Charlottenburg
  - Gießerei Max Bickel, Reichenbergerstr. 183

- Berlin-Friedrichshagen:
  - Kunstgießerei Hermann Gladenbeck, gegründet 1851, 1876 H. Gladenbeck & Sohn bis 1888

Unternehmensgründer Hermann Gladenbeck (1827–1918), Bildhauer und Erzgießer
  - Aktiengesellschaft vorm. H. Gladenbeck & Sohn, gegr. 1888

Direktor Oskar Gladenbeck (1850–1921), der älteste Sohn, Bildhauer und Erzgießer (bis 1892)
Direktor Alfred Gladenbeck (1858–1912), der zweite Sohn, Bildhauer und Erzgießer (bis 1892)
Mitarbeiter Walter Gladenbeck (1866–1945), der dritte Sohn, Erzgießer (bis 1892)
Mitarbeiter Paul Gladenbeck (1869–1947), der jüngste Sohn, Erzgießer (bis 1892)
  - Gladenbecks Bronzegießerei, Friedrichshagen bei Berlin, Inh. Walter Gladenbeck und Paul Gladenbeck (gegr. 1892, liquidiert 1911)
  - Gladenbecksche Bronzegießerei, Berlin-Friedrichshagen, gegr. 1927, stillgelegt 1930, gelöscht 1941
Mitbegründer: Walter Gladenbeck

- Berlin-Kreuzberg:
  - Bronzegießerei Frank Herweg
→ übernahm 200 Modelle der Aktiengesellschaft Gladenbeck
  - Bildgiesserei Ernst Kraas, Berlin S.O.26

- Berlin-Mariendorf: Gießerei Barth (gegründet 1929 in Berlin, seit 1970 in Rinteln)

- Berlin-Weißensee: Kunstgiesserei Flierl

- Berlin-Wilmersdorf: Erz- und Kunstgießerei Bickel & Noack

- Brandenburg:
  - Bildgießerei Seiler, Schöneiche bei Berlin, gegr. 1922
  - Kunstgießerei Borchardt, Schönermark bei Neustadt
  - Kunstgießerei W. Hann, Altlandsberg, Ortsteil Wegendorf
- Braunschweig:
  - Bildgießerei und Formschmiede Professor Georg Howaldt (1802–1883),
auch:  „Howaldtsche Erzgießerei, Inhaber Paul Rinckleben“
→ Anmerkung: Rinckleben war nur Pächter, niemals Inhaber.
    - (später Howaldt & Sohn), gegründet von Prof. Georg Ferdinand Howaldt und fortgeführt von Hermann Howaldt

- Bremen: Erzgießer Wilkinus, um 1300

- Breslau: Glockengießer Klagemann sen.
Reiterstandbild des Alten Fritz in Breslau

- Dresden:
  - Erzgießer Georg Biener (bis 1604 dort nachweisbar)
  - Bronzegießerei Christian Albert Bierling (C. Albert Bierling)
  - Gießerei Pirner & Franz
  - Kunstgießerei Oswald Haberland (seit 1911 in Dresden-Neustadt ansässig, ab 1918 Inhaber von Pirner & Franz, später in Hamburg und Hannover tätig)
  - Bronzegießerei Gebrüder Ihle (seit 1991)

- Düsseldorf:
  - Düsseldorfer Broncegießerei GmbH
  - Gießerei Hoffrichter & Schmäke, Düsseldorf-Stockum
  - Gießerei Raimund Kittl, nachmals:
    - Kunstgießerei Kayser

  - Herbert Schmäke Kunstgießerei
- Oberkassel, Kreis Neuss, seit 1920 Stadtteil von Düsseldorf:
  - Broncebildgießerei August Bischoff, Hansaallee 240
  - Bronceguss Förster u. Kracht Düsseldorf
  - Erz- und Bildgießerei Förster & Fricke
- Frankfurt am Main:
  - Gießerei A. Komo & Sohn
  - Gießerei C.J. Vombach (auch F.L. Vombach in Offenbach am Main)
  - Gießerei Kreß & Schweinfurter
  - Gießerei G. Knodt, Frankfurt-Bockenheim, nachmals:
    - Metallwerke Knodt AG
- Geislingen an der Steige: Gießerei Kindell
- Petit & Gebr. Edelbrock, Gescher
- Gleiwitz: Kunstgießerei (Gliwice), Gießerei der Staatlichen Hütte
- Hannover:
  - Gießerei Bernstorff & Eichwede
  - Erzbildgießer E. & H. Haberland
- Hanau: Gießerei E. G. Zimmermann, seit 1842, Marmorwerk bis 2010
- Heiligenhaus: Gießerei von Horn
- Ilsenburg: Gräfliche Kunstgießerei
- Karlsruher Glocken- und Kunstgießerei
- Kreis Kleve: Bronzegießerei Butzon & Bercker
- Köln:
  - Kunstgießerei Schweitzer, Köln-Ossendorf/Butzweilerhof
  - Bronze- und Eisengießerei Pütz, Köln-Ehrenfeld
    - später: Kölner Erzgießerei Wilhelm Pütz

  - Gießerei Joseph Louis
  - Rheinische Bronzegießerei Ferd. Hub. Schmitz, Köln-Ehrenfeld
- Lauchhammer: Bild- und Erzgießerei der Lauchhammerwerke (1725 Gründung als Gräflich Einsiedelsche Eisenwerke; ab 1784 erfolgreich mit Kunstguss; nach mehrfachen Veränderungen noch heute bestehend – Gießereistempel „LAUCHHAMMER BILDGUSS“ zwischen den Worten ein Hammer)
- Leipzig:
  - G. A. Jauck,
  - Bronzebildgießerei Noack, gegründet 1899 von Traugott Noack (1865–1941)
  - Erzgießerei (1917–1921) von Kurt Kluge (* 1886; † 1940), Lithograph, ab 1921 Professor für Erzplastik
  - Gießerei Götjes, Bergmann & Co., Leipzig-Reudnitz
- Lübeck:
  - Hans Apengeter, 1. Hälfte des 14. Jahrhunderts
  - Lorenz Grove, um 1455 in Lübeck
  - Klaus Grude, tätig 1466 bis 1479
- Meseritz-Bauchwitz/Provinz Posen: Maschinenbauer Gustav Wandel
Kaiser-Wilhelm-Denkmal (1893, Alexander Calandrelli), 1919 von Bromberg nach Meseritz gebracht.
- Ein Bronzeguss in der Kunstgiesserei MünchenMünchen:

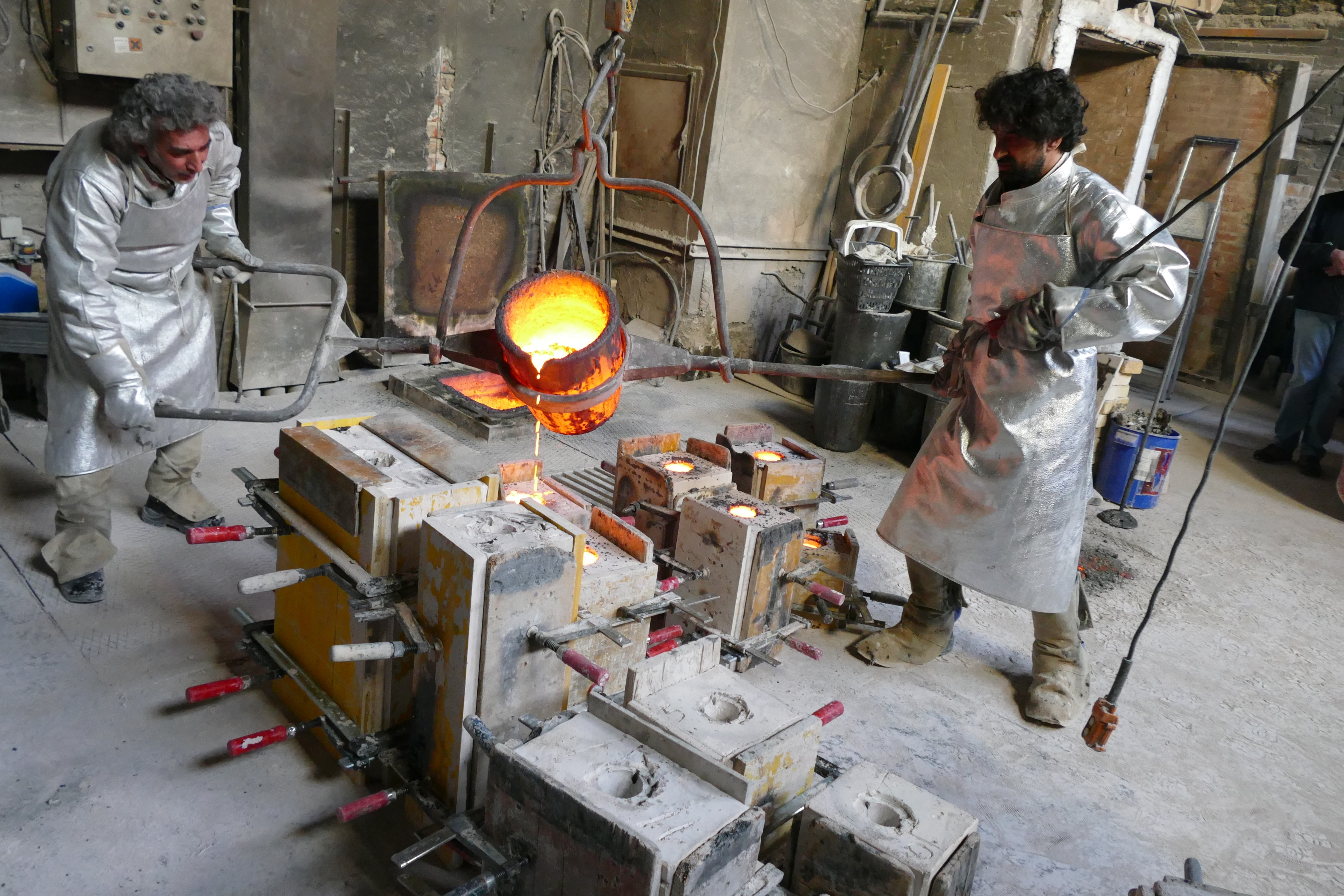
Ein Bronzeguss in der Kunstgiesserei München

  - Gießerei Brandstetter gegr. 1905 von Adalbert Brandstetter sen., heute Kunstgiesserei München
  - Gießerei Hans Clement
  - Kgl. Bayerische Erzgießerei
→ Gießen: Statue auf dem Kriegerdenkmal 1870/71
  - Cosmas Leyrer (1858–1936)
  - Erz- und Bildgießerei Ferdinand von Miller
  - Gießerei Josef Mühlberger
→ Kriegerfigur am Kriegerdenkmal in Rheinberg und Alfter
  - Erzgießerei Wilhelm Rupp
Von 1892 bis 1920 war der Bildhauer und Erzgießer Hans Klement Inhaber der Gießerei.
  - Gießerei Johann Baptist Stiglmaier
- Nürnberg:
  - Bildgießerei des Daniel Burgschmiet (* 1796 - † 1858), nachmals:
    - Erzgießerei Gabriel Lörner, nachmals:
      - Bildgießerei Christoph Lenz, nachmals:
        - Kunstgießerei Lenz & Jahn

  - Peter Vischer der Ältere (* 1460; † 1529), Bildhauer und Erzgießer
  - Peter Vischer der Jüngere (* 1487; † 1528), Erzgießer, Bildhauer (Modelleur) und Illustrator
- Neuss: Gießerei Preuss & Alf
- Offenbach am Main: Gießerei F.L. Vombach (auch C.J. Vombach in Frankfurt am Main)
- Potsdam: Zinkgießerei Fr. Kahle & Co. (gegr. 1843)
- Rinteln: Bildgiesserei Richard Barth
- Rochlitz: Gießerei Heinrich
- Rostock: Bronzebildgießerei Lachmann
- Sinn: *Glocken- und Kunstgießerei Rincker, (gegr. 1590)
- Stuttgart:
  - Hoferzgießerei Hugo Pelargus
  - Erzgießerei Paul Stotz
- Süßen:
  - Kunstgießerei Strassacker gegründet 1919
- Weimar: Gießerei der Weimarer Bildhauerschule, durch Adolf Brütt in Weimar in Verbindung mit der Bildgießerei Hermann Noack (Berlin-Friedenau) aufgebaut
Erstguss Winter 1906/1907: Bildnis einer Pariserin, erhalten
- unbekannte Gießereisignaturen:
  - „BS“ oder „SB“ (Buchstaben im Kreis übereinander)
  - „PK“ oder „KP“ (Buchstaben im Kreis übereinander)

## Liste bekannter Erzgießer und Bildgießereien außerhalb Deutschlands
Frankreich
- Fonderie Rudier – Die Gießerei Rudier war eine von Alexis Rudier (gest.1897) und seinem Sohn Eugène Rudier (1879–1952) zwischen 1874 und 1952 gegründete und betriebene Gießerei. Die Gießerei arbeitete für Bildhauer wie Auguste Rodin, Antoine Bourdelle, Aristide Maillol oder Honoré Daumier, wobei die Güsse mit „Alexis RUDIER Fondeur PARIS“ signiert waren.
- Fonderie Valsuani – Die Fonderie Valsuani, später umbenannt in Airaindor Valsuani oder Fonderie de Chevreuse, ist eine französische Kunstbronzegießerei in Chevreuse, die 2016 geschlossen wurde.
- Fonderie Hébrard – Die Gießerei Hébrard wurde von dem Kunstgießer Adrien-Aurélien Hébrard (1865–1937) gegründet. Hébrard hat u. a. für Antoine Bourdelle, Carlo Bugatti, Rembrandt Bugatti, Jules Dalou, Edgar Degas, François Pompon Bronzeskulpturen gegossen.
- Fonderie Thiébaut Frères – Die Gießerei Thiébaut Frères war im 19. und 20. Jahrhundert aktiv. Ihre Werke sind weltweit zu sehen. In Frankreich sind die Gusseisenarbeiten von Thiébaut Frères besonders präsent und schmücken Dutzende Pariser Plätze und Gärten, darunter den Place de la République, den Place de la Nation und den Place Vendôme.
- Susse Frères – Das Unternehmen wurde 1758 in Paris gegründet. Ursprünglich handelte es mit Papierwaren, doch später machte es sich mit der Kunstgießerei einen Namen. Heute ist es die älteste Kunstgießerei Frankreichs, die unter dem Namen Susse Fondeur noch in Betrieb ist. Die Gießerei arbeitete für Bildhauer wie Louis-Ernest Barrias, Fernando Botero, Antoine Bourdelle, Constantin Brâncuși, Jean-Baptiste Carpeaux, Max Ernst, Alberto Giacometti, Diego Giacometti, Aristide Maillol, Joan Miró, Germaine Richier, Ossip Zadkine und viele andere.
- Osne-le-Val, Département Haute-Marne
  - Fonderie d’art du Val d'Osne (gegründet 1836)
- Pocé-sur-Cisse, Département Indre-et-Loire
  - Fonderie d’art Jean-Jacques Ducel, später Jean-Jacques Ducel & Fils (1823–1877)
- Les Neveux de Jules Lehmann
- Fabrique de Bronzes

Griechenland
- Phidias

Italien
- Florenz:
  - Lorenzo Ghiberti (* etwa 1387; † 1455), ein italienischer Goldschmied, Erzgießer und Bildhauer

Österreich
- Wien:
  - K.u.k. Kunstgießerei
→ begründet von Anton Ritter v. Fernkorn und fortgeführt von Franz Pönninger
  - K.u.K. Kunst-Erzgießerei Arthur Krupp

Schweiz
- Carouge
  - Fonderie Pastori[1] (1919–1985)